# Фидирана
Фидирана (на малгашки: Fidirana) е селище и община в централен Мадагаскар, регион Вакинанкаратра, окръг Бетафо. Населението на общината през 2001 година е 24 847 души.